# Hydrobiosella disrupta
Hydrobiosella disrupta là một loài Trichoptera trong họ Philopotamidae. Chúng phân bố ở miền Australasia.